# 버넬 니콜리처
버넬 니콜리처(루마니아어: Bănel Nicoliță, 1985년 1월 7일, 브러일라 주 퍼우레이 ~)는 루마니아의 프로 축구 선수로, 가장 최근에 퍼우레이에서 활약했다.

## 클럽 경력

### 우니레아 브러일라와 폴리테흐니카 티미쇼아라
그는 디비지아 B의 우니레아 브러일라 소속으로 프로 무대 신고식을 치렀다. 폴리테흐니카 티미쇼아라로 이적한 후, 19세의 나이로 디비지아 A 경기에 처음 출전했다. 그러나, 그는 스테아우아 부쿠레슈티에 입성하기 전까지 리그 경기에 15번 출전하는데 그쳤고, 그는 2005년에 스테아우아 부쿠레슈티와 5년 계약을 체결했다.

### 스테아우아 부쿠레슈티
스테아우아 부쿠레슈티 합류 후, 니콜리처는 1군 합류와 함께 리가 I 우승을 거두었다. 그는 근면하고 겸손한 선수로 명성이 자자했다. 비록 기술적으로 뛰어난 선수는 아니지만, 그는 주력과 민첩성이 장점이었다. 특이하게도, PES 6 전자 오락에서, 그의 기술은 객관적으로 두각을 나타내는 영역에 강점을 두었지만,(겸손함 포함) 기술적 능력도 출중해서 아군 문전에서 상대 문전까지 효율적으로 발빠르게 움직일 수 있었다.
2006년 봄, 그는 베티스를 상대로 2골을 기록했고, 그의 골로 스테아우아 부쿠레슈티는 UEFA컵 8강에 오를 수 있었고, 라피드 부쿠레슈티와의 8강전에서도 득점을 올려 소속 구단의 4강행에 일조했다.
2006년 11월 1일, 그는 레알 마드리드와의 챔피언스리그 경기에서 자책골을 기록했다. 불행히도 루마니아 구단의 그의 자책골을 극복하지 못하고 패했다. 그는 이 자책골을 넣고 48시간을 잘 수 없었다. 그러나, 아르제슈 피테슈티전에서의 활약으로 루마니아의 가제타 스포르투릴로르는 그에게 "버넬리뉴"(Bănelinho)라는 별칭을 붙였다.
2008년 8월 27일, 그는 갈라타사라이와의 챔피언스리그 3차 예선전 경기에서 1골을 기록했고, 스테아우아 부쿠레슈티는 3년 연속 조별 리그 진출에 성공했다.
2010-11 시즌 초, 버넬은 스테아우아 부쿠레슈티의 신임 주장으로 명명되었으나, 일리에 두미트레스쿠 감독이 취임하면서 완장을 크리스티안 터나세에게 넘겼다.

### 생-테티엔
2011년 8월 30일, 생-테티엔은 공식 웹사이트로, 스테아우아 부쿠레슈티의 니콜리처 영입에 합의를 보아 선수가 프랑스로 이동해 이튿날 의료 검진을 받을 것임을 발표했다. 스테아우아 부쿠레슈티와의 계약이 1년도 채 되지 않게 남았기 때문에 이적료는 €700,000이었다. 그는 연봉 €400,000짜리 계약서에도 서명했다.
11월 6일, 그는 몽펠리에와의 2번째 경기에서 생-테티엔 이적 후 1호골을 기록했는데, 결과는 무승부였다. 소쇼와의 경기에서, 니콜리처는 신예 퀴르 주마의 골을 도와 생-테티엔 승리를 견인했다. 프랑스 무대에서 6개월을 보낸 그는 11번의 경기에서 3골 3도움을 기록해 구단 득점 선수에 올라섰다. 2012년 2월, 니콜리처는 난관에 봉착했는데, 몇 차례 무미건조한 경기를 펼치고, 단조롭다는 혹평을 받았다. 그근 3월에 인대 문제로 몇 주 동안 결장하기도 했다. 그는 2012년 3월이 되어서야 회복되어 몽펠리에전과 리옹전에 모두 출전했지만, 각각 0-1로 패했다.

### 낭트 임대
2013년 9월 2일, 리그 1의 낭트 이적에 따라, 니콜리처는 생-테티엔에서 낭트로 둥지를 옮겼다. 그는 소쇼-몽벨리아르를 상대 한 첫 경기에서 첫 도움을 기록했다.

## 국가대표팀 경력
니콜리처는 루마니아 국가대표팀 경기에 34경기 출전해 1골을 넣었다. 그는 루마니아 U-21 국가대표팀에서도 활약했다.
2008년 3월 25일, 그는 트라이안 버세스쿠 루마니아 대통령으로부터 유로 2008 예선전에서 맹활약하여 대회 본선에 진출함에 따라 훈장을 받았다. 그는 "체육 훈장"(Meritul Sportiv) 3등급을 수여받았다.
2011년 8월 11일, 그는 산마리노와의 친선경기에서 처음으로 주장을 맡았다.

## 사생활
니콜리처는 롬족 혈통으로, 퍼우레이의 빈민촌에서 육형제 중 하나로 모친과 함께 살았고, 니콜리처는 성공을 위해 마음먹고 속도와 꾸준함을 실전에서 선보이는데, 이는 그의 견줄 데 없는 열정을 나타내는 방증이다.
그의 형제 중 하나인 스텔리안은 브러일라를 비롯한 루마니아 하부 리그에서 활약했다. 버넬과 스텔리안은 고향 퍼우레이에서 활약했다.
그는 브라질의 유명 선수 마리우 자르데우를 본따 "하르델"(Jardel)로 별칭이 붙기도 했다.

## 경력

### 클럽
2014년 9월 2일 기준
| 구단                    | 시즌      | 리그 | 리그 | 컵   | 컵 | 유럽 | 유럽 | 기타 | 기타 | 합계 | 합계 |
| 구단                    | 시즌      | 출장 | 골   | 출장 | 골 | 출장 | 골   | 출장 | 골   | 출장 | 골   |
| ----------------------- | --------- | ---- | ---- | ---- | -- | ---- | ---- | ---- | ---- | ---- | ---- |
| 우니레아 브러일라       | 2001–02   | 27   | 4    | 0    | 0  | 0    | 0    | 0    | 0    | 27   | 4    |
| 우니레아 브러일라       | 2002–03   | 28   | 9    | 0    | 0  | 0    | 0    | 0    | 0    | 28   | 9    |
| 우니레아 브러일라       | 2003–04   | 20   | 10   | 0    | 0  | 0    | 0    | 0    | 0    | 20   | 10   |
| 우니레아 브러일라       | 합계      | 75   | 23   | 0    | 0  | 0    | 0    | 0    | 0    | 75   | 23   |
| 폴리테흐니카 티미쇼아라 | 2004–05   | 15   | 3    | 1    | 0  | 0    | 0    | 0    | 0    | 16   | 3    |
| 폴리테흐니카 티미쇼아라 | 합계      | 15   | 3    | 1    | 0  | 0    | 0    | 0    | 0    | 16   | 3    |
| 스테아우아 부쿠레슈티   | 2004–05   | 14   | 2    | 0    | 0  | 1    | 0    | 0    | 0    | 15   | 2    |
| 스테아우아 부쿠레슈티   | 2005–06   | 29   | 7    | 0    | 0  | 17   | 4    | 1    | 0    | 47   | 11   |
| 스테아우아 부쿠레슈티   | 2006–07   | 32   | 2    | 4    | 1  | 12   | 0    | 1    | 0    | 49   | 3    |
| 스테아우아 부쿠레슈티   | 2007–08   | 27   | 3    | 0    | 0  | 8    | 1    | 0    | 0    | 35   | 4    |
| 스테아우아 부쿠레슈티   | 2008–09   | 26   | 3    | 0    | 0  | 7    | 2    | 0    | 0    | 33   | 5    |
| 스테아우아 부쿠레슈티   | 2009–10   | 28   | 2    | 1    | 0  | 11   | 3    | 0    | 0    | 40   | 5    |
| 스테아우아 부쿠레슈티   | 2010–11   | 27   | 4    | 2    | 1  | 6    | 0    | 0    | 0    | 35   | 5    |
| 스테아우아 부쿠레슈티   | 2011–12   | 5    | 0    | 0    | 0  | 2    | 0    | 1    | 0    | 8    | 0    |
| 스테아우아 부쿠레슈티   | 합계      | 188  | 23   | 7    | 1  | 64   | 10   | 3    | 0    | 252  | 34   |
| 생-테티엔               | 2011–12   | 19   | 3    | 1    | 0  | 0    | 0    | 0    | 0    | 20   | 3    |
| 생-테티엔               | 2012–13   | 3    | 0    | 0    | 0  | 0    | 0    | 0    | 0    | 3    | 0    |
| 생-테티엔               | 2013–14   | 3    | 0    | 0    | 0  | 2    | 1    | 0    | 0    | 5    | 1    |
| 생-테티엔               | 합계      | 25   | 3    | 1    | 0  | 0    | 0    | 0    | 0    | 28   | 4    |
| 낭트 (임대)             | 2013–14   | 17   | 1    | 2    | 0  | 0    | 0    | 1    | 0    | 20   | 1    |
| 낭트 (임대)             | 합계      | 17   | 1    | 2    | 0  | 0    | 0    | 1    | 0    | 20   | 1    |
| 경력 합계               | 경력 합계 | 306  | 53   | 9    | 1  | 64   | 9    | 3    | 0    | 382  | 63   |

### 국가대표팀 득점 기록
아래의 점수에서 왼쪽의 점수가 루마니아의 득점이며, 점수 열은 니콜리처의 득점 상황을 나타낸다.
| #  | 날짜           | 경기장                        | 상대       | 점수 | 결과 | 대회             |
| -- | -------------- | ----------------------------- | ---------- | ---- | ---- | ---------------- |
| 1. | 2007년 6월 2일 | 슬로베니아 첼레 아레나 페트롤 | 슬로베니아 | 2–0  | 2–1  | 유로 2008 예선전 |

## 수상
스테아우아 부쿠레슈티
- 디비지아 A: 2004–05, 2005–06
- 수페르쿠파 로므니에이: 2006
- 쿠파 로므니에이: 2010–11

생-테티엔
- 쿠프 드 라 리그: 2012–13